# 日本代表チームの監督になろう! 世界初、サッカーRPG
『日本代表チームの監督になろう! 世界初、サッカーRPG』（にほんだいひょうチームのかんとくになろう せかいはつ、サッカーロールプレイングゲーム）は、1998年6月25日にセガとエニックス（後のスクウェア・エニックス）の共同開発で発売されたセガサターン用のコンピュータゲームソフトである。

## 解説
タイトルにもあるとおり、サッカーチームの監督をプレイヤーキャラクターとしたコンピュータRPGという異色作であり、ワールドカップならぬ「インターナショナルカップ」での優勝を目指して選手を集め、試合をして経験値を積みチームを強化していく。通常のRPGにおける戦闘の代わりに「試合」をするゲームシステムとなっており、試合の前に街の中で監督を動かして住民から情報を集めたり街で監督用の装備アイテムを購入したりといったプロセスを経た後でスタジアムに出向く。
実名で登場するのは当時の日本代表チームの選手のみで、登場する選手の大部分は架空選手。その上、「日本代表チーム」なのになぜか外国人選手も3人までチームの仲間に出来る。また、キャラクターがリアルタッチのゲームであるにもかかわらず現実離れした技が登場する。